# 岩本町
- 日本 > 東京都 > 千代田区 > 岩本町
- 日本 > 東京都 > 千代田区 > 神田岩本町

岩本町（いわもとちょう）は、東京都千代田区にある地名。住居表示実施済みで、現行行政地名は岩本町一丁目から岩本町三丁目。なお、本項では起源を同じくする神田岩本町（かんだいわもとちょう）についても併せて説明する。

## 概要
千代田区の北東部に位置する。岩本町と神田岩本町を含めた町域の北側は神田川を挟んで千代田区神田佐久間町・神田佐久間河岸に接し、東は千代田区東神田、南は中央区日本橋小伝馬町・日本橋本町、西は千代田区神田須田町・神田東松下町・神田東紺屋町・神田紺屋町（2町域に分かれたうちの南部）・神田西福田町・神田美倉町にそれぞれ接している。岩本町と神田岩本町の間を昭和通りが通っている。
岩本町一〜三丁目は1965年7月1日の住居表示実施によって新設された町名で、神田岩本町の一部のほか、神田大和町、神田松枝町、神田元岩井町の全部、神田豊島町、神田東松下町の各一部からなる。神田岩本町は岩本町三丁目の西側、昭和通りを挟んで西側に位置し、前述の住居表示実施の対象外となった狭小な区域が住居表示未実施のまま存続しているものである。なお、「神田」を冠称する旧町名と「神田」を冠称しない新町名が併存しているケースとしては、他に神田鍛冶町と鍛冶町がある（神田 (千代田区)も参照のこと）。
当地は商業地域としての性格が強く、オフィスビルや商店が多く見られる地域となっている。また岩本町一帯（三丁目付近）はかつては大規模な古着市場があったことでも有名であった。この名残で現在でも、数は減ったが東部の東神田一体と共に繊維業関係の企業や商店が散見できる。（近くの日本橋馬喰町・日本橋横山町にも多い）他の業種のオフィスビルも多く見られる。

## 地域内の町名・施設

### 岩本町一丁目
地域南部。神田金物通りより南の地域。ビルや商店が立ち並んでいる。
- 千代田区立龍閑児童公園
- 日本高周波鋼業本社
- トップス (玩具メーカー) 本社
- イエローハット本社

### 岩本町二丁目
地域中部。神田金物通りより北で、神田平成通りより南側の地域。ビルや商店が立ち並ぶ。
- 森川産業
- 東京既製服健保会館
- 日本ケミファ
- コーシャハイム神田・ケアハウスいわもと
- 大同通商本社
- アルター （フィギュアメーカー）

### 岩本町三丁目
地域北部。神田平成通りより北の地域。地域内の靖国通り下に都営新宿線の岩本町駅がある。ビルや商店が立ち並ぶ。繊維関連の企業や商店も見られる。

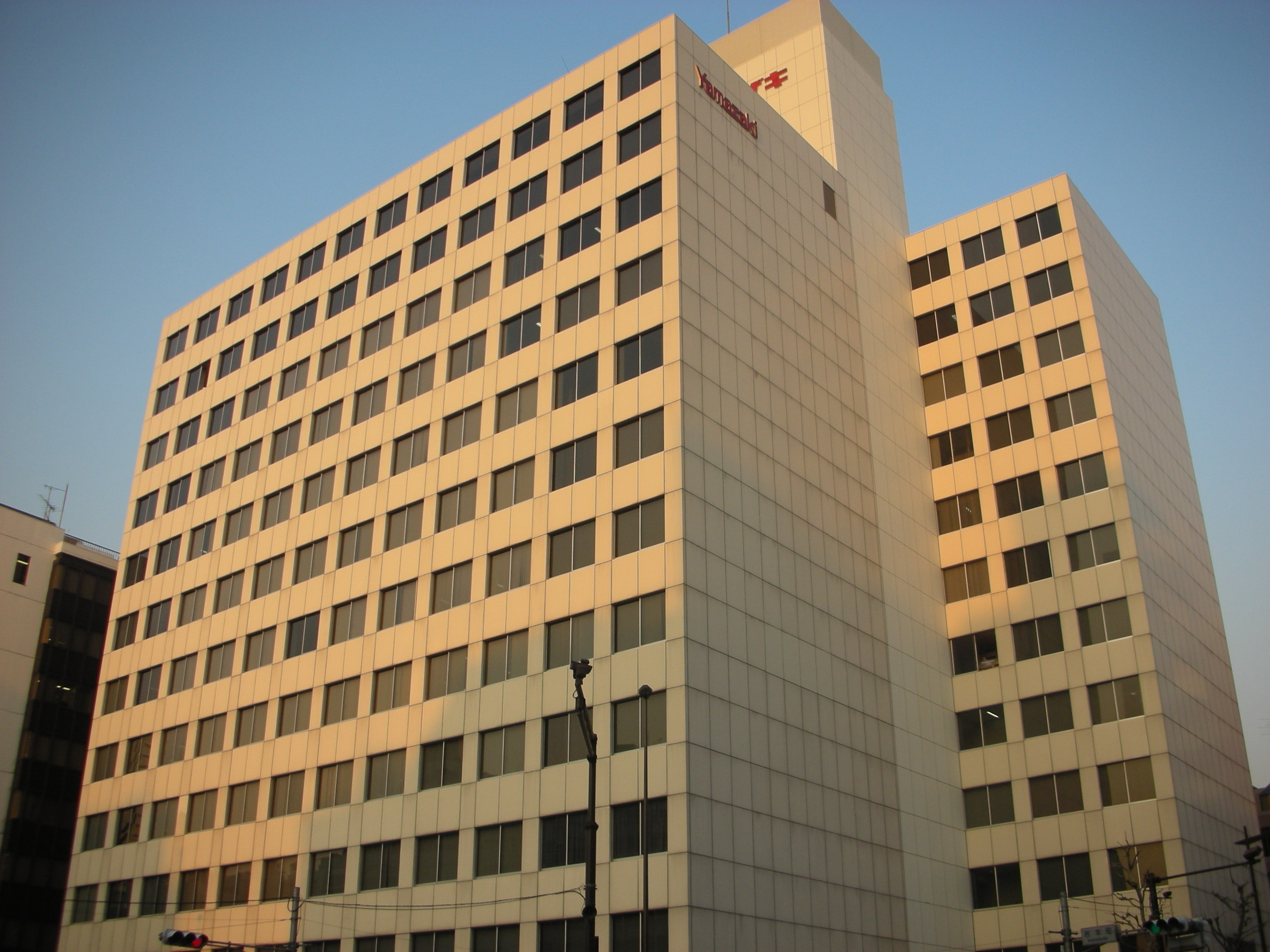
山崎製パン本社 - 周辺にはデイリーヤマザキの店舗が非常に多い。
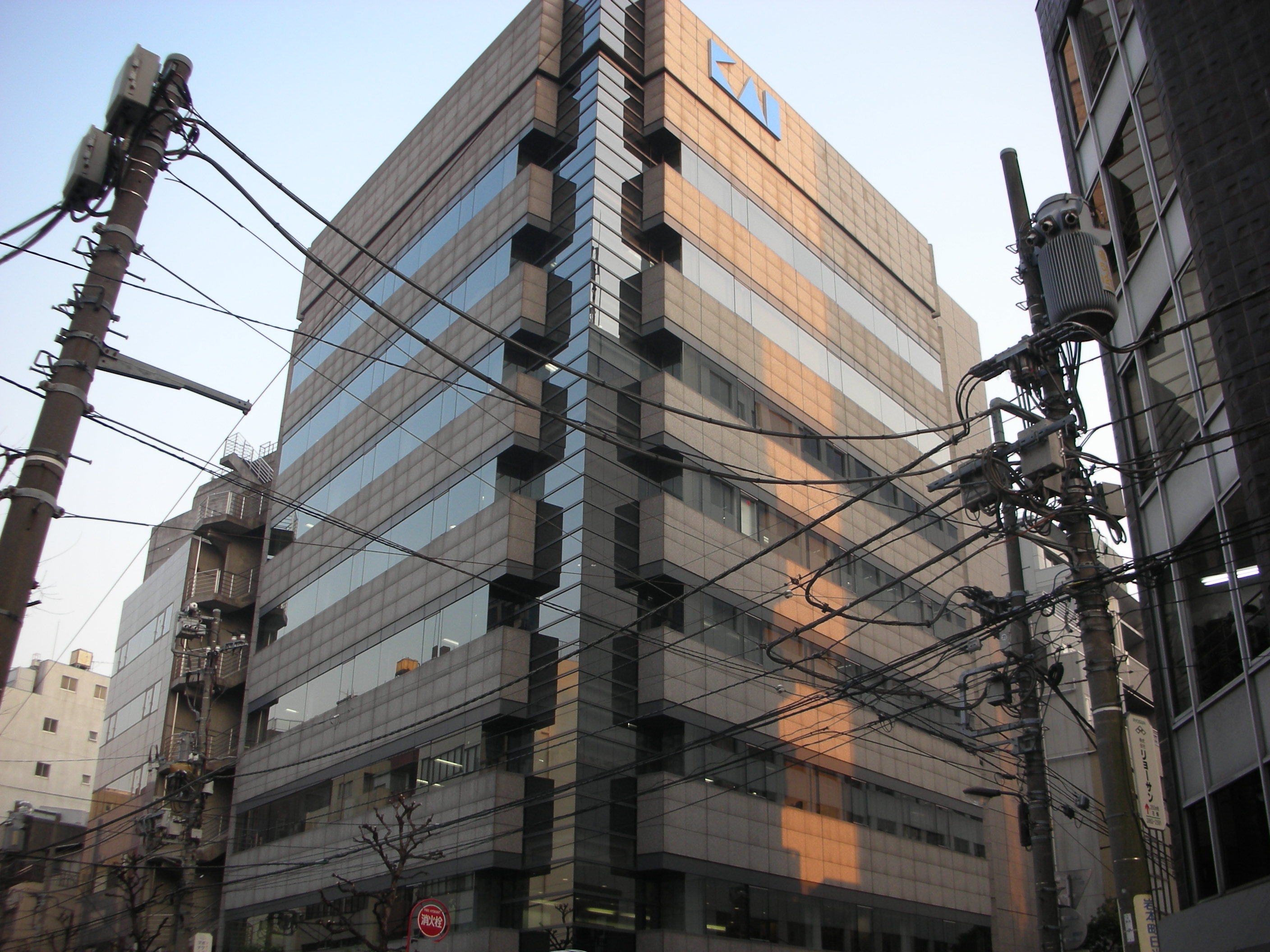
貝印本社
- タジマ
- 参松工業
- 滝清
- 直本工業 東京支店
- 千葉銀行秋葉原支店
- 愛媛銀行東京支店
- 高知銀行東京支店
- NTT都市開発ビルサービス
- 中小企業家同友会全国協議会
- アイピック

- 山崎製パン本社
- 貝印本社

### 神田岩本町
地域北西部。昭和通りより西側の一地域。ビルや商店が立ち並ぶ。住居表示未実施地域。
- 東京衣料

## 世帯数と人口
2025年（令和7年）3月1日現在（千代田区発表）の世帯数と人口は以下の通りである。

### 岩本町
| 丁目         | 世帯数    | 人口    |
| ------------ | --------- | ------- |
| 岩本町一丁目 | 697世帯   | 1,103人 |
| 岩本町二丁目 | 1,553世帯 | 2,196人 |
| 岩本町三丁目 | 553世帯   | 682人   |
| 計           | 2,803世帯 | 3,981人 |

#### 人口の変遷
国勢調査による人口の推移。
| 年                 | 人口  |
| ------------------ | ----- |
| 1995年（平成7年）  | 1,068 |
| 2000年（平成12年） | 1,081 |
| 2005年（平成17年） | 1,471 |
| 2010年（平成22年） | 2,082 |
| 2015年（平成27年） | 3,048 |
| 2020年（令和2年）  | 3,763 |

#### 世帯数の変遷
国勢調査による世帯数の推移。
| 年                 | 世帯数 |
| ------------------ | ------ |
| 1995年（平成7年）  | 354    |
| 2000年（平成12年） | 412    |
| 2005年（平成17年） | 779    |
| 2010年（平成22年） | 1,377  |
| 2015年（平成27年） | 2,073  |
| 2020年（令和2年）  | 2,508  |

### 神田岩本町
- 世帯数 : 29世帯
- 人口 : 48人

#### 人口の変遷
国勢調査による人口の推移。
| 年                 | 人口 |
| ------------------ | ---- |
| 1995年（平成7年）  | 76   |
| 2000年（平成12年） | 63   |
| 2005年（平成17年） | 68   |
| 2010年（平成22年） | 67   |
| 2015年（平成27年） | 49   |
| 2020年（令和2年）  | 47   |

#### 世帯数の変遷
国勢調査による世帯数の推移。
| 年                 | 世帯数 |
| ------------------ | ------ |
| 1995年（平成7年）  | 29     |
| 2000年（平成12年） | 29     |
| 2005年（平成17年） | 32     |
| 2010年（平成22年） | 33     |
| 2015年（平成27年） | 27     |
| 2020年（令和2年）  | 29     |

## 学区
区立小・中学校に通う場合、学区は以下の通りとなる（2017年8月現在）。なお、千代田区の中学校では学校選択制度を導入しており、区内全域から選択することが可能。
| 丁目         | 番地    | 小学校                 | 中学校                                        |
| ------------ | ------- | ---------------------- | --------------------------------------------- |
| 岩本町一丁目 | 1〜6番  | 千代田区立千代田小学校 | 千代田区立麹町中学校 千代田区立神田一橋中学校 |
| 岩本町一丁目 | 7〜14番 | 千代田区立和泉小学校   | 千代田区立麹町中学校 千代田区立神田一橋中学校 |
| 岩本町二丁目 | 9〜19番 | 千代田区立和泉小学校   | 千代田区立麹町中学校 千代田区立神田一橋中学校 |
| 岩本町二丁目 | 1〜8番  | 千代田区立千代田小学校 | 千代田区立麹町中学校 千代田区立神田一橋中学校 |
| 岩本町三丁目 | 1〜2番  | 千代田区立千代田小学校 | 千代田区立麹町中学校 千代田区立神田一橋中学校 |
| 岩本町三丁目 | 3〜11番 | 千代田区立和泉小学校   | 千代田区立麹町中学校 千代田区立神田一橋中学校 |
| 神田岩本町   | 全域    | 千代田区立千代田小学校 | 千代田区立麹町中学校 千代田区立神田一橋中学校 |

## 交通
地域を南北に水天宮通り・大門通りが通っている。また地域を東西に神田金物通り・神田平成通り・靖国通り・柳原通りが通っており、神田金物通りは岩本町一丁目と岩本町二丁目の境界となっている。神田平成通りは岩本町二丁目と岩本町三丁目の境界となっている。地域西部にある昭和通りは地域内の靖国通りとは岩本町交差点で交差しており、当交差点付近の靖国通り下に都営新宿線・岩本町駅がある。また昭和通り上には首都高速1号上野線が通っている。昭和通りは北部の神田川上に和泉橋として川にかかっている。
当地域内では岩本町駅のほか、地域北部方面では秋葉原駅、南部方面では東京メトロ日比谷線・小伝馬町駅、地域西部では神田駅がそれぞれ利用可能である。

## 事業所
2021年（令和3年）現在の経済センサス調査による事業所数と従業員数は以下の通りである。

### 岩本町
| 丁目         | 事業所数    | 従業員数 |
| ------------ | ----------- | -------- |
| 岩本町一丁目 | 394事業所   | 5,358人  |
| 岩本町二丁目 | 644事業所   | 9,827人  |
| 岩本町三丁目 | 481事業所   | 10,550人 |
| 計           | 1,519事業所 | 25,735人 |

#### 事業者数の変遷
経済センサスによる事業所数の推移。
| 年                 | 事業者数 |
| ------------------ | -------- |
| 2016年（平成28年） | 1,261    |
| 2021年（令和3年）  | 1,519    |

#### 従業員数の変遷
経済センサスによる従業員数の推移。
| 年                 | 従業員数 |
| ------------------ | -------- |
| 2016年（平成28年） | 21,223   |
| 2021年（令和3年）  | 25,735   |

### 神田岩本町
2021年（令和3年）現在の経済センサス調査による事業所数と従業員数は以下の通りである。
- 事業所数 : 107事業所
- 従業員数 : 2,242人

#### 事業者数の変遷
経済センサスによる事業所数の推移。
| 年                 | 事業者数 |
| ------------------ | -------- |
| 2016年（平成28年） | 108      |
| 2021年（令和3年）  | 107      |

#### 従業員数の変遷
経済センサスによる従業員数の推移。
| 年                 | 従業員数 |
| ------------------ | -------- |
| 2016年（平成28年） | 2,299    |
| 2021年（令和3年）  | 2,242    |

## その他

### 日本郵便
- 集配担当する郵便局と郵便番号は以下の通りである[19]）。

| 町丁       | 郵便番号 | 郵便局     |
| ---------- | -------- | ---------- |
| 岩本町     | 101-0032 | 神田郵便局 |
| 神田岩本町 | 101-0033 | 神田郵便局 |